# Єлена Благоєвич
Єлена Благоєвич (серб. Јелена Благојевић; 1 грудня 1988, Олово, Боснія і Герцеговина, Югославія) — сербська волейболістка, догравальник. Дворазова чемпіонка Європи і бронзова призерка Олімпійських ігор.

## Із біографії
Народилася в місті Олово (Боснія та Герцеговина, СФРЮ). Займатися волейболом почала у клубі «Младост» з міста Брчко. У 2001 році її родина переїхала до Сербії, а Єлена була прийнята в юніорську команду «Младост-Земун» (Белград). А 2004 року — займалася в структурі іншого столичного клубу — «Візура». Протягом чотирьох сезонів виступала за «Црвену Звезду», у складі якої по два рази ставала чемпіонкою Сербії, переможницею національного кубка і призеркою Кубка Європейської конфедерації волейболу.
У 2011 році почала грати за кордоном. У першому сезоні захищала кольори італійської команди «Робур-Тібоні» (Урбіно), а в трьох наступних — « Фоппапедретті» (Бергамо). Потім виступала за турецький «Ідман Оджаги» з Трабзона, а з 2016 виступає в Польщі за команди «Хемік» (Полиці) і «Девелопрес» (Ряшів). У складі «Хеміка» — переможниця чемпіонату і Кубка Польщі 2017 року. Вдруге у кубку здобула перемогу з «Девелопресом» у 2022 році.
У 2012 році захищала кольори національної збірної у розіграшах Світового гран-прі, Євроліги і Олімпійських іграх у Лондоні. У 2017 і 2019 роках здобула золоті медалі континентальних першостей. Бронзова призерка Олімпіади у Токіо.

## Клуби
| Роки      | Команди                   |
| --------- | ------------------------- |
| 2007—2011 | «Црвена Звезда» (Белград) |
| 2011—2012 | «Робур-Тібоні» (Урбіно)   |
| 2012—2015 | «Фоппапедретті» (Бергамо) |
| 2015—2016 | «Ідман Оджаги» (Трабзон)  |
| 2016—2017 | «Хемік» (Поліці)          |
| 2017—2023 | «Девелопрес» (Ряшів)      |
| 2023—2024 | КНР                       |
| 2023—     | «Грот Будовляни» (Лодзь)  |

## Досягнення
У збірній
- бронзовий призер Олімпійських ігор 2020 .
- бронзовий призер Гран-прі 2017 .
- дворазова чемпіонка Європи — 2017, 2019 ;
  - срібний призер чемпіонату Європи 2021 .
- бронзовий призер Євроліги 2012 .

З клубами
Кубок Європейської конфедерації волейболу
- Друге місце (1): 2010
- Третє місце (1): 2008

Кубок виклику ЄКВ
- Друге місце (1): 2016

Чемпіонат Сербії
- Перше місце (2): 2010, 2011
- Друге місце (2): 2008, 2009

Кубок Сербії
- Перше місце (2): 2010, 2011
- Друге місце (1): 2009

Кубок Італії
- Друге місце (1): 2014

Чемпіонат Польщі
- Перше місце (1): 2017
- Друге місце (3): 2020, 2021, 2022
- Третє місце (1): 2019

Кубок Польщі
- Перше місце (2): 2017, 2022
- Друге місце (2): 2019, 2020

Суперкубок Польщі
- Перше місце (2): 2021

### Індивідуальні
- Найцінніший гравець Кубка виклику ЄКВ (1): 2016

## Статистика
Статистика виступів у збірній на Олімпійських іграх і чемпіонатах Європи:
| Рік    | Турнір           | Ігри | Сети | Очки | Ср.  | Місце | Примітки |
| ------ | ---------------- | ---- | ---- | ---- | ---- | ----- | -------- |
| 2012   | Олімпійські ігри |      |      |      | ,    |       |          |
| 2017   | Чемпіонат Європи | 6    | 17   | 0    | 0    | 1     |          |
| 2019   | Чемпіонат Європи | 5    | 12   | 15   | 1,25 | 1     |          |
| 2021   | Олімпійські ігри |      |      |      | ,    | 3     |          |
| 2021   | Чемпіонат Європи | 5    | 9    | 0    | 0    | 2     |          |
| Всього | Всього           |      |      |      | ,    |       |          |